# کایتو سوزوکی
کایتو سوزوکی (ژاپنی: 鈴木 海音؛ زادهٔ ۲۵ اوت ۲۰۰۲) یک بازیکن فوتبال اهل ژاپن است.
از باشگاه‌هایی که در آن بازی کرده‌است می‌توان به باشگاه فوتبال جوبیلو ایواتا اشاره کرد.